# Fred Miller (philosophe)
Pour les articles homonymes, voir Fred Miller et Miller.
Fred Miller est un philosophe américain professeur à l'université d'État de Bowling Green. Il est directeur du Centre de philosophie sociale et de politique de cette université. C'est un objectiviste membre de la Ayn Rand Societé. Il est spécialisé dans la philosophie aristotélicienne. Il est également co-éditeur de livres en philosophie sociale et politique publié par Cambridge University Press.

## Œuvres
- Nature, Justice and Rights in Aristotle's Politics (Oxford University Press,1995)
- A Companion to Aristotle’s Politics (Blackwell, 1995). Co-éditeur
- A History of the Philosophy of Law from the Ancient Greeks to the Scholastics, which is volume 6 of a twelve-volume Treatise of Legal Philosophy and General Jurisprudence (Springer/Kluwer, 2006). Co-éditeur et contributeur
- « Aristotle's Naturalism » for The Cambridge History of Greek and Roman Political Thought (Cambridge University Press, 2000)
- « Aristotle's Political Philosophy » for the Stanford Encyclopedia of Philosophy
- « Classical Political Thought » for The Encyclopedia for Classical Philosophy (Greenwood Press, 1997).